# Tramway de Bratislava
Le réseau de tramway de Bratislava est exploité par l'entreprise publique Dopravný podnik Bratislava.

## Histoire

### Création
La première ligne est ouverte le 27 août 1895.

### Fermeture de lignes en 2011
Le réseau étant en mauvais état, la ville et l'opérateur ont pris la décision de fermer une partie du réseau en novembre 2011. Cette fermeture concerne la section reliant le centre de la ville (rue Radlinskeho) à la gare centrale (Hlavná stanica), entrainant la fermeture des lignes 2, 3, 8 et 13 qui sont incorporés aux lignes 15 et 16. Aucune date pour la réouverture n’est annoncée.
En 2012, le gouvernement annonce le déblocage de 450 millions d'euros destinés aux transports de la capitale, permettant notamment d'acquérir des nouvelles rames de tramway et des trolleybus, ainsi que la rénovation et l'agrandissement du réseau existant.
Des nouvelles lignes de tramway rapide sont prévues, ces dernières seront à écartement standard. Les nouvelles extensions sont ainsi créées en double écartement, la première extension à double écartement est inauguré au printemps 2016. Longue de 2,4 km, elle franchit le Danube et compte trois arrêts.

## Réseau actuel

### Aperçu général
| Ligne | Terminus 1     | Terminus 2                    | Tracé |
| ----- | -------------- | ----------------------------- | ----- |
|       | Hlavná stanica | Nám. Ľ. Štúra                 |       |
|       | Južné mesto    | Komisárky                     |       |
|       | Pri kríži      | Zlaté piesky/ Stn. Nové Mesto |       |
|       | Astronomická   | Kútiky                        |       |

### Matériel roulant
| Image | Constructeur | Modèle                 | Année de livraison | Nombre | Numérotation          |
| ----- | ------------ | ---------------------- | ------------------ | ------ | --------------------- |
|       | Tatra        | Tatra T3               | 1964 à 1966        | 42     | 267 à 308             |
|       | Tatra        | T3SU                   | 1982               | 20     | 717 à 736             |
|       | Tatra        | Tatra T3SUCS           | 1985 à 1989        | 110    | 7737 à 7846           |
|       | Tatra        | Tatra K2S / Tatra K2G  | 1969 à 1983        | 89     | 309 à 394 7085 à 7087 |
|       | Tatra        | Tatra T6A5             | 1991 - 1997        | 58     | 7901 à 7958           |
|       | Škoda        | Škoda 30T ForCity Plus | 2014 à 2016        | 30     | 7501 à 7530           |
|       | Škoda        | Škoda 29T ForCity Plus | 2015 à 2023        | 50     | 7401 à 7450           |

### Projets à venir
Afin de renouveler son matériel roulant, début 2012, le réseau teste une rame Flexity Outlook du constructeur Bombardier,.
Durant l'été 2013, 15 rames Škoda 30T sont commandés pour 39 millions d'euros. Les rames de 32,5 mètres de long seront mises en service en 2015. Ce contrat est assorti d'une option de 15 rames supplémentaires qui est levé fin juillet 2013.
En 2014, 30 rames supplémentaires sont commandées, soit un total de 60 rames dont 30 rames bidirectionnelles Škoda 30T et 30 unidirectionnelles Škoda 29T. La fin des livraisons est prévue pour 2016.
En 2021, le réseau commande à nouveau des Škoda : 30 exemplaires Škoda 29T et 10 Škoda 30T.